# هاينيريا
هاينيري بالانجليزية (Hyneria)هي جنس منقرض من الأسماك العظمية التي عاشت خلال العصر الديفوني. كانت هذه الأسماك من بين أكبر الأسماك التي عاشت في ذلك الوقت، حيث بلغ طولها حوالي 3 أمتار. تم اكتشاف حفريات هاينيريا في أمريكا الشمالية، وخاصة في ولاية بنسلفانيا.

## التاريخ الجيولوجي
هاينيريا عاشت خلال العصر الديفوني، الذي يعود إلى حوالي 416-359 مليون سنة مضت. خلال هذا العصر، كانت الأرض في مرحلة من التغيرات الجيولوجية الكبيرة، حيث كانت القارات في طور التكوين والانفصال. كانت هاينيريا من الأسماك التي عاشت في المياه العذبة، حيث تم اكتشاف حفرياتها في طبقات الصخور التي كانت في الماضي بحيرات أو أنهار.

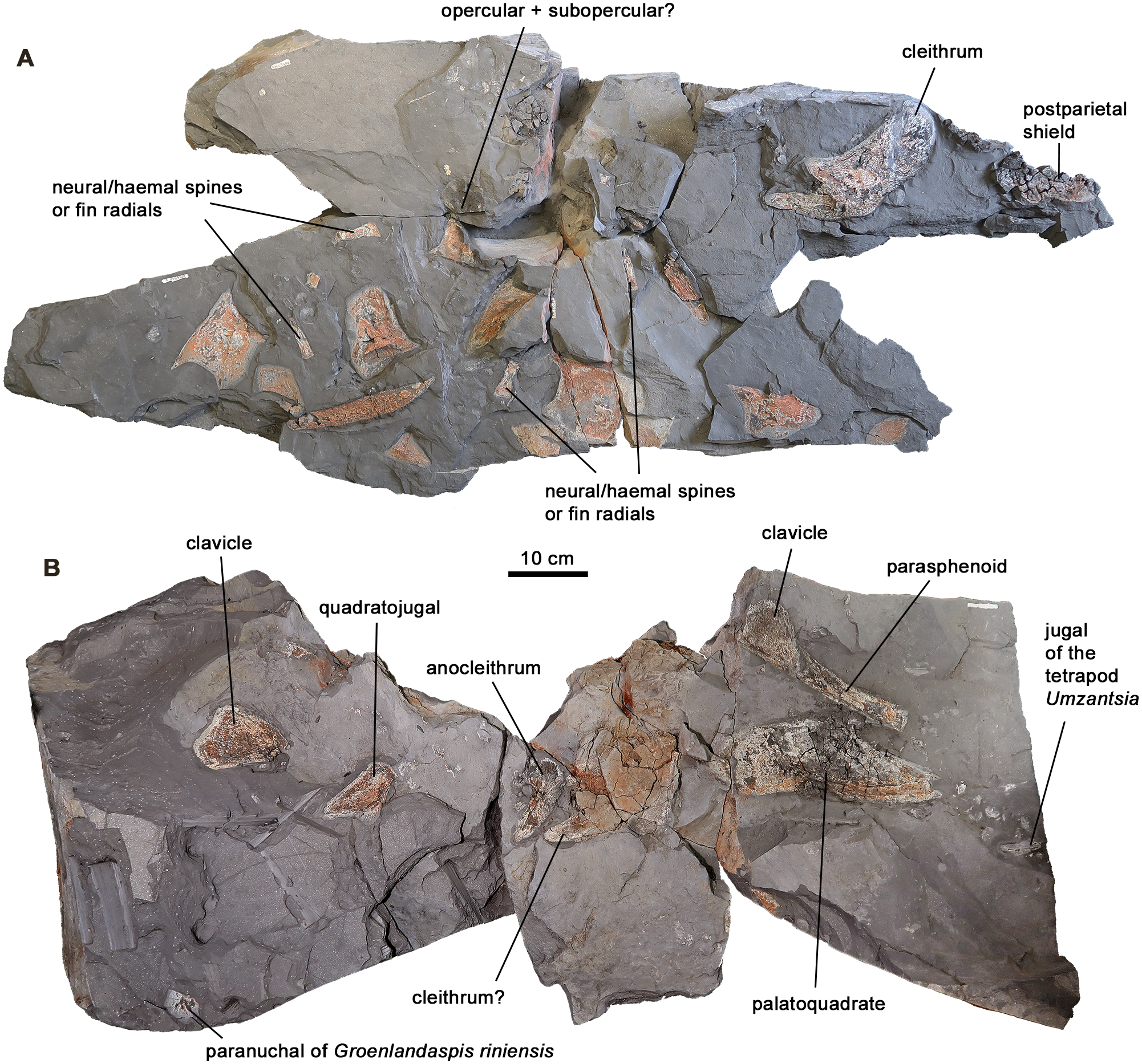
الكتلتان الرئيسيتان للنمط الشامل لهاينيريا أودليزيني.

## الصفات الفيزيائية
هاينيريا كانت من الأسماك الكبيرة، حيث بلغ طولها حوالي 3 أمتار. كانت لها جسم أسطواني الشكل، مع رأس كبير وذيل طويل. كانت لها فكوك قوية وآسنان حادة، مما يشير إلى أنها كانت من الأسماك المفترسة الكبيرة. كانت لها زعانف صغيرة، مما يشير إلى أنها كانت من الأسماك التي تعيش في المياه العذبة

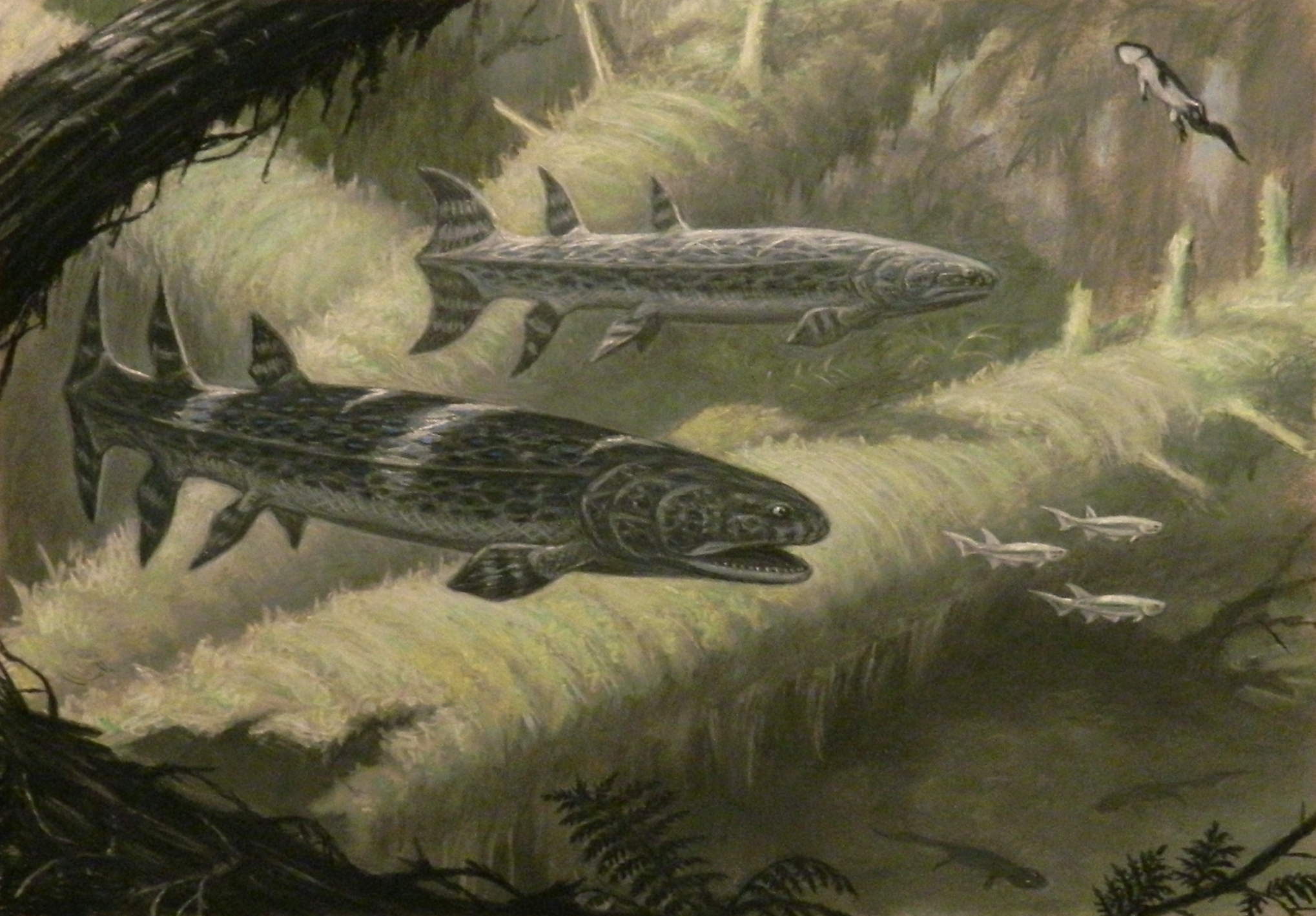
هاينيريا

## النظام الغذائي
هاينيريا كانت من الأسماك المفترسة الكبيرة، حيث كانت تلتهم الأسماك الصغيرة والحيوانات الأخرى التي تعيش في المياه العذبة. كانت لها فكوك قوية وآسنان حادة، مما يشير إلى أنها كانت قادرة على تناول طعام كبير. كانت هاينيريا من الأسماك التي تعيش في المياه العذبة، حيث تم اكتشاف حفرياتها في طبقات الصخور التي كانت في الماضي بحيرات أو أنهار.

## الاكتشافات
تم اكتشاف حفريات هاينيريا لأول مرة في عام 1968 في ولاية بنسلفانيا. منذ ذلك الحين، تم اكتشاف العديد من الحفريات الأخرى لهاينيريا في مختلف أنحاء أمريكا الشمالية. تم اكتشاف حفريات هاينيريا في ولايات أخرى مثل نيويورك ونيوجيرسي وديلاوير.

## الاهمية العلمية
هاينيريا كانت من الأسماك التي كانت لها أهمية كبيرة في النظام البيئي للعصر الديفوني. كانت هاينيريا من المفترسات الكبيرة التي كانت تلتهم الأسماك الصغيرة والحيوانات الأخرى التي تعيش في المياه العذبة. كانت هاينيريا من الأسماك التي تعيش في المياه العذبة، حيث تم اكتشاف حفرياتها في طبقات الصخور التي كانت في الماضي بحيرات أو أنهار.

## اقرأ أيضا
- ديناصور
- ثيروبودا
- هيريراصور
- تيرانوصور
- دراسة الطبقات الصخرية
- حرب الأحافير
- أحفورة
- مؤشر أحفوري
- قائمة الديناصورات
- مبدأ تعاقب الحياة
- موسونيا